# Еспресо

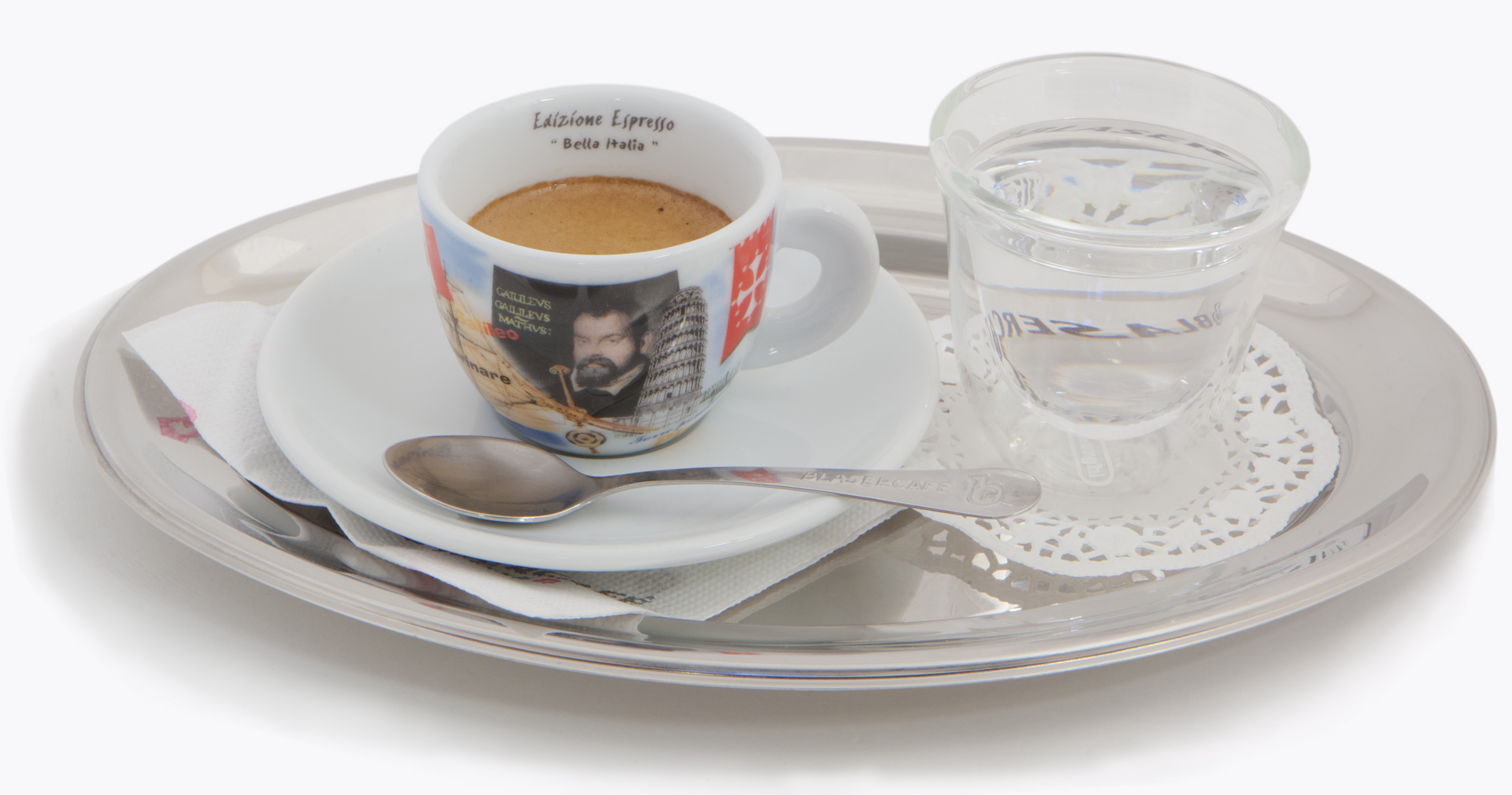
Еспресо, сервірування в кав'ярні

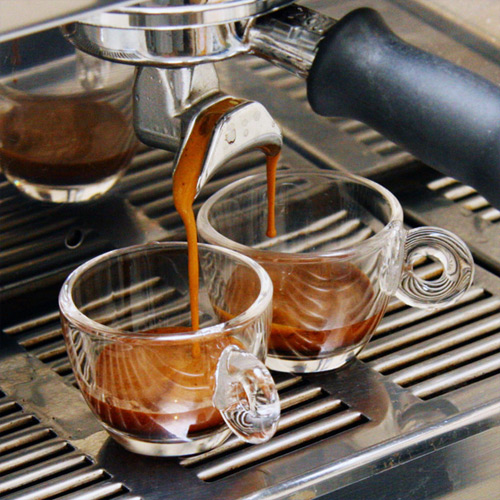
Еспресо, процес приготування

Еспре́со (італ. espresso — «вичавлений», «спресований», а також «швидкий» або «тільки-но виготовлений») — метод приготування кави шляхом пропускання гарячої води (85-97 °C) під тиском 9 бар через попередньо затепінговану таблетку свіжозмелених кавових зерен та однойменний міцний концентрований кавовий напій, зовні вкритий густою пінкою, що називається крема.
Еспресо є основою ряду кавових напоїв, які готуються на сучасних еспресо-машинах: американо, лате, капучино тощо.
Виникнення технології приготування еспресо пов'язують з винайденням наприкінці ХIХ ст. Анджело Морйондо кавової машини, яка готували порційну каву. З часом ця машина була вдосконалена Луїджі Беццера і Дезидеріо Павоні. Однак моделі Беццера та Павоні мали один суттєвий недолік: прямий паровий тиск спалював кавові масла, що не найкраще впливало на смакові якості напою. Лише з винайденням Акілле Гаджею технології подачі гарячої води під тиском (1938) та пістонного механізму (1947) з'явилася можливість готувати еспресо в його класичному вигляді.

## Спосіб приготування
Процес приготування еспресо називається екстракцією та передбачає вивільнення під впливом поданої під тиском гарячої води твердих розчинних та нерозчинних речовин, а також летких ароматичних сполук. Перші формують щільність, смак і міцність отриманого напою, а другі своєю чергою надають йому характерний аромат.
Насправді відсутні якісь узагальнені стандарти приготування еспресо. Проте в широкому сенсі діапазон змінних при приготуванні еспресо коливається в рамках наступних значень:
- Температура води: 85-96° C
- Тиск екстракції: 8-9 бар
- Пропорції: 6,5-20 г змеленої кави на 21-42 мл. води
- Час екстракції: 20-34 с.

Важливим моментом приготування смачного еспресо є правильний темпінг кавової таблетки, яка формується в портофільтрі. Завдання бариста полягає в тому, щоб затемпінгована кавова таблетка чинила спротив потоку води, яка подається до групи еспресо-машини. Відповідно якість темпінгу буде безпосередньо впливати на якість напою: поверхня таблетки з нерівностями призведе до неповної екстракції порції кави. Помилково вважають, що в таких ситуаціях частина кави в таблетці переекстрагується, а частина навпаки недовариться. Справа в тому, що при потраплянні до портофільтра, вода рухається в напрямку найменшого спротиву. Таким чином, екстрагується лише частина кави з таблетки і концентрація розчинних та нерозчинних речовин в такому напої буде в рази нижче.

## Інші різновиди еспресо
- Еспресо лунго (espresso lungo, італ. lungo — «довгий», «подовжений»), та кава по-американськи (caffe americano). При цьому не варто плутати дані напої. Якщо американо — це звичайне еспресо, розбавлене до об'єму 75—95 мл, що подається у великих чашках, об'ємом близько 150 мл, то лунго — це напій на основі еспресо, який готується за рахунок збільшення середнього часу екстракції кавової таблетки в еспресо-машині. Попри свою схожість американо та лунго відрізняються як консистенцією, так і смаковими якостями. Американо має більш м'який смак, в той час, як лунго має більш гіркуватий присмак і значно більшу концентрацію кофеїну.
- Еспресо допіо (espresso doppio) — це подвійне еспресо (doppio — «подвійний»). Для приготування еспресо використовується вдвічі більше меленої кави. Об'єм готового напою такий же, як і в лунго, але сам він набагато міцніший.
- Еспресо мак'ято (espresso macchiato) — це еспресо, поверхня якого підфарбована 1 столовою ложкою збитого молока. Італійською «макіато» означає плямистий.
- Еспресо кон-пана (espresso con panna, у перекладі — «з вершками»), або еспресо таца д'оро (espresso tazza d'oro — «золота чаша») — це еспресо зі збитими вершками.
- Еспресо романо (espresso romano, тобто «по-римському») — звичайне еспресо зі шматочком цедри лимону.
- Еспресо корето (espresso coretto, у перекладі — «приправлений») — еспресо, до якого додають лікер або горілку, грапу.